# Статор (міфологія)
Ста́тор (лат. Stator) — епітет Юпітера, що підтримував бойові лави війська, які похитнулися.
Відповідно до легенди, коли під час битви біля Курцієвого озера між римлянами та сабінами Ромул побачив, що його військо відступає, він пообіцяв Юпітеру, що збудує йому храм на Форумі, якщо виграє битву.
Після перемоги Ромул виконав обіцянку і збудував храм Юпітера Статора буля підніжжя Палатину.
Другий храм, присвячений Юпітеру Статору, був збудований у 146 році н.е. поблизу Фламінієвого цирку.